# Neolythria candida
Neolythria candida là một loài bướm đêm trong họ Geometridae.